# Way to Go
Way to Go är en skulptur i brons på gångbron Davidshallsbron i Malmö av Åsa Maria Bengtsson. Den består av avgjutningar av skor som förknippas med kända artister från Malmö, vilka är placerade vid brons räcken mot Södra Förstadskanalen och är kompletterade med namnskyltar på räckena.
Åsa Maria Bengtssons förslag vann 2012 en av Malmö stad utlyst jurybedömd tävling om ett minnesmärke över Malmöartister. Konstverket invigdes 2014 och kompletterades 2018. Sammanlagt finns 29 par skodon med anknytning till Malmöartister från olika tidsepoker, bland andra Nils Poppe, Anita Ekberg, Lasse Holmqvist och Gaby Stenberg. Skodonen står på en upphöjd sockel av granit på ömse sidor av bron.
Det engelska uttrycket "way to go!" används för att ge någon beröm för något som gjorts bra. Det alluderar till "röda mattan", som ingår i konstverket i form av ett gångstråk med röda plattor, och som sträcker sig över Davidhallsbron. Plattorna har mönstrade marockanska kakelplattor som förlaga. Utanför det röda gångstråket ligger plattor i ett uppförstorat mönster av en detalj av den röda mattans mönster.

## Hedrade artister
- Harry Arnold
- Gudrun Brost
- Kal P Dal
- Sixten Ehrling
- Anita Ekberg
- Hector El Neco
- Git Gay
- Olav Gerthel
- Göran frau Hyllie
- Olga Hellquist
- Lasse Holmqvist
- Kristina Kamnert
- Jullan Kindahl
- Carl Gustaf Kruuse
- Ebba Lindqvist
- Maj Lindström
- Edvard Persson
- Nils Poppe
- Trolle Rhodin
- Eva Remaeus
- Gaby Stenberg
- Ing-Britt Stiber
- Emy Storm
- Leif Uvemark
- Östen Warnerbring
- Jacques Werup
- Bo Widerberg
- Naima Wifstrand
- Oscar Winge

## Kontrovers om motivval och plats

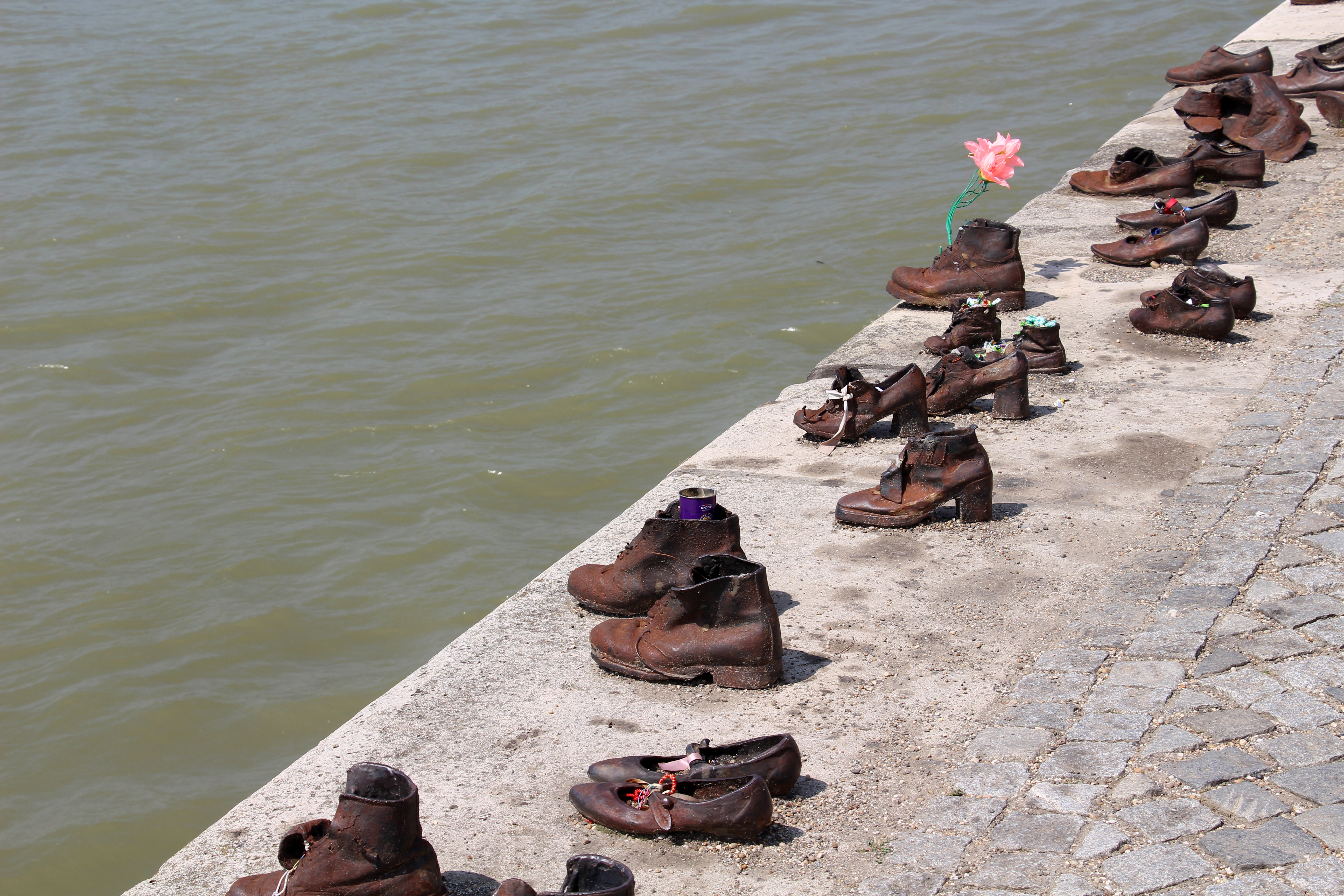
Skorna på Donaustranden

Konstnären och konstskribenten Ida Thunström publicerade i april 2021 en artikel där hon uppmärksammade på likheten mellan Way to Go och den kända minnesmärket Skorna på Donaustranden i Budapest i Ungern samt ifrågasatte lämpligheten av placeringen på brokanten. Skorna på Donaustranden är ett Förintelseminnesmärke, som hyllar tusentals offer, vilka sköts ihjäl på Donaukajen i november 1944–januari 1945 av milismän tillhörande Pilkorsrörelsen. Det består av 60 par skor i järn och installerades 2005. Det är förknippat med de judar i Ghettot i Budapest, som Raoul Wallenberg hösten 1944 arbetade för att rädda, med bland annat svenska skyddspass.
Parallellerna mellan de bägge konstverken diskuterades 2014, men  medan uppdragsgivaren Malmö stad såg inte då några problem i detta. Åsikterna om skulpturens konnotationer går också isär.
De som tagit upp frågan har främst inriktat sig mot att Malmö stad bör flytta skulpturen från Davidhallsbron till en annan plats.